# Centrotypus nigris
Centrotypus nigris är en insektsart som beskrevs av William D. Funkhouser 1927. Centrotypus nigris ingår i släktet Centrotypus och familjen hornstritar. Inga underarter finns listade i Catalogue of Life.